# ...men Olsenbanden var ikke død!
…men Olsenbanden var ikke død! er en norsk film fra 1984. Den havde premiere den 6. september, og er instrueret af Knut Bohwim. Manuskriptet er skrevet af Knut Bohwim og Gustav Kramer. Filmen er den første af de norske Olsenbande-film som ikke er afspejlet efter en af de danske Olsenbande-film.

## Handling
Det hele begynder i Frankrig, på Rivieraen. Efterhånden begynder ting at ske, da Biffen, spillet af Ove Verner Hansen, svømmer hen til lystyachten, som banden befinder sig på, og klatrer lydløst op af vandet og klipper håndjernene over kufferten med penge, som sidder fast til Egons stol, og sniger sig væk igen. Egon, som på sin side skal til at betale for opholdet, opdager, at pengene er på vej væk fra yachten og råber på politi. Resten af banden hopper over bord for at slippe for fængsel, og politiet ankommer og arresterer Egon i stedet for at gå efter gerningsmanden.
Tilbage i Oslo slipper Egon omsider ud og opdager, at Valborg er begyndt på malekursus. Dette giver ham en idé om at bytte hendes realistiske kopier af Edvard Munchs malerier og udnytte hendes stilling som vaskehjælper på Munchmuseet. Han gør dette i stor stil, men Valborg på sin side har samme idé og bytter de originale tilbage. Banden drager sydover til Frankrig for at sælge kunsten til en kunstsamler, Cap Cheval (Per Tofte). Han kommer senere til Oslo for at modtage dem og købe kunsten, men politiet under Hermansens ledelse, som er på en pornografi-razzia i en butik i nærheden, opdager dem og beder dem stoppe. Banden skynder sig ind i deres Toyota Corona, og en biljagt opstår med blandt andet flere politibiler og civile politibiler, som følger efter uden nogen særskilt grund. Efterhånden har biljagten været ved både Trefoldighetskirken, op ad Akervejen, via Ila, videre til Akersbakken, Kiellands Plass, Sagvejen op mod Vøyensvingen og over Colletts gade mod Bislett, hvor jagten havner i rundkørslen uden for Bislett Stadion, og politibilen pludselig bremser, da sporvognen kommer. Dette resulterer i et massesammenstød, og Benny og Kjell stikker af. Egon havner nok en gang i politiets klør.

## Medvirkende
| Rolle                            | Skuespiller            |
| -------------------------------- | ---------------------- |
| Egon Olsen                       | Arve Opsahl            |
| Kjell Jensen                     | Carsten Byhring        |
| Benny Fransen                    | Sverre Holm            |
| Valborg Jensen                   | Aud Schønemann         |
| Den sorte baron                  | Per Tofte              |
| Biffen                           | Ove Verner Hansen      |
| Sikkerhedsekspert på Munchmuseet | Knut Lystad            |
| Vagtmesteren på Munchmuseet      | Jon Skolmen            |
| Kriminalbetjent Hermansen        | Sverre Wilberg         |
| Konstabel Blom                   | Ulf Wengård            |
| Guide på Munchmuseet             | Alf Malland            |
| Guide på Munchmuseet             | Inger Teien            |
| Kunsthandleren                   | Johan Fillinger        |
| Malerilærer på akademiet         | Per A. Anonsen         |
| Sikkerhedschef på Munchmuseet    | Per Torgersen          |
| Hovmester                        | Jan Pande-Rolfsen      |
| Parkometervagt                   | Knut Bohwim            |
| Tolder                           | Ole-Jørgen Nilsen      |
| Chaufør i Saga solrejser         | Arnold Petersheim      |
| Nysgerrig herre i Saga solrejser | Per Graf               |
| Benzinmand                       | Trond Lie              |
| Kok                              | Mattis Mathiesen       |
| Kaptajn på Yacht                 | Alan Ousdey            |
| Værtinde på Yacht                | Veslemøy Fosse Ree     |
| Politimand i Monte Carlo         | Bjørn Sandvik          |
| Politimand i Monte Carlo         | Arne Sandvik           |
| Kamera-sælger                    | Tore Andersen          |
| Kamera-sælger                    | Kristen Kaurin Bohwim  |
| Sporvognsfører                   | Kurt Ravn              |
| Hertz-repræsentant               | Kjell Thon             |
| Politimand                       | Adolf Bjerke           |
| Dirigent                         | Bent Mejding           |
| Dirigent                         | Harald Heide Steen Jr. |